# Північний інвестиційний банк

Logo of the Nordic Investment Bank

Північний інвестиційний банк, він же Інвестиційний банк країн Північної Європи (ІБКПЄ), (Nordic Investment Bank, NIB) — багатосторонній банк розвитку, членами якого є країни Скандинавії та Балтії.
Банк фінансує проекти, що представляють інтерес для країн-членів як у Північній Європі (інвестиції в інфраструктуру, екологію, освіту), так і за її межами (сприяння фірмам-партнерам компаній з країн Північної Європи). ІБКПЄ надає кредити на термін до 20 років в обсязі до 50% від вартості проекту.